# Kissomlyó
Kissomlyó è un comune dell'Ungheria di 260 abitanti (dati 2001). È situato nella contea di Vas.